# Lijst van Noorse films
Deze lijst bevat films gemaakt en geproduceerd in Noorwegen

## 1900-1949
- Pan (1922)
- Den store barnedåpen (1931)
- Tante Pose (1940)
- Bastard (1940)
- Tørres Snørtevold (1940)
- Det grodde fram - Trondheim 1940 - 1945 (1947)

## 1950-1999
- Kon-Tiki (1950), Oscar, bekroonde documentaire)
- Aldri annet enn bråk (1954)
- Ni Liv (1957)
- Fjols til fjells (1957)
- De dødes Tjern (1958)
- The Man Who Could Not Laugh (1968)
- Olsenbanden tar gull (1972)
- Flåklypa Grand Prix (1975)
- Orion's Belt (1985)
- The Pathfinder (1987)
- Døden på Oslo S (1990)
- Kjærlighetens kjøtere (1995)
- Søndagsengler (1996)
- Insomnia (1997)
- Junk Mail (1997)

## Vanaf 2000
- Elling (2001)
- Heftig og begeistret (2001)
- Villmark (2002)
- Kitchen Stories (2003)
- Cows with guns (2004), korte film)
- Ikke Naken (2004)
- Naboer (2005)
- Factotum (2005)
- Den brysomme mannen (2006)
- Fritt Vilt (2006)
- Reprise (2006)
- Rovdyr (2008)
- Fritt Vilt II (2008)
- The Kautokeino Rebellion (2008)
- Mannen som elsket Yngve (2008)
- Max Manus (2008)
- Død snø (2009)
- Knerten (2009), Engelse titel: Twigson)
- Essential Killing (2010)
- Kongen av Bastøy (2010)
- Trolljegeren (2010)
- Få meg på, for faen! (2011)
- Hodejegerne (2011)
- Jeg reiser alene (2011)
- Oslo, 31. august (2011)
- Kompani Orheim (2012)
- Kon-Tiki (2012)

België · Denemarken · Duitsland · Finland · Frankrijk · Griekenland · Haïti · India · Italië · Luxemburg · Madagaskar · Nederland · Noorwegen · Oostenrijk · Polen · Portugal · Roemenië · Spanje · Tsjechië · Turkije · Zweden · Zwitserland